# لوسي (أسطورة)
لوسي (بالإنجليزية: Losi)‏ هو ابن الخالق تانغلالوا Tangaloa في الميثولوجيا الساموية. أرسله أبوه إلى الأرض بنبتة التارو (نبتة للغذاء والزينة في المناطق المدارية) هدية للناس. كما أن لوسي هو حامي هذه النبتة.